# Tàu đệm khí
Tàu đệm khí là loại tàu có bộ phận tạo ra một lực đẩy tàu lên cách mặt đất,mặt nước một khoảng cách nhất định.Tàu di chuyển được nhờ lực đẩy của động cơ hay cánh quạt.Nguyên lí hoạt động của tàu đệm khí là dùng một luồng khí nén áp lực cao nâng con tàu lên, không tiếp xúc với mặt đất (mặt nước)
Lợi thế tàu đệm khí là chi phí xây dựng thấp hơn tàu đệm từ. Nhược điểm của loại tàu này là phải duy trì liên tục năng lượng để giữ cho tàu nâng lên và tàu có thể bị ảnh hưởng của gió, nhiễu loạn không khí, và thời tiết. Trong khi tàu bay lên từ tính có thể hoạt động trong chân không để giảm thiểu sức cản không khí, việc đào tạo hiệu ứng mặt đất phải hoạt động trong bầu khí quyển một để cho các đệm không khí để tồn tại. So với tàu đệm từ trường thì tàu đệm khí có thể làm người trải nghiệm không thực sự hài lòng khi trời nóng & tốc độ của nó còn hạn chế. Nó chỉ thích hợp cho nhu cầu sử dụng của các cư dân nước đang phát triển. Bởi vì nó quá nặng nên rất bất tiện cho việc gỡ bỏ, bảo trì. Năng lượng nó dùng sẽ được cải thiện hay thay đổi nếu muốn loại tàu này thực sự phổ biến hơn.
Trong quân đội việc sử dụng tàu đệm khí trở nên thuận tiện và dễ dàng hơn so với việc sử dụng các phương tiện đổ bộ khác bởi tính năng ưu việt ở chỗ tàu đệm khí vừa có thể dùng ở cả trên cạn và dưới nước nên đổ bộ quân sẽ nhanh chóng hơn.
I. Tàu đệm khí mặt nước hoặc hỗn hợp:
1. Sự ra đời và Nguyên Lý Cơ Bản Nguyên lý của tàu đệm khí tình cờ được Nhà sáng chế người Anh - Sir Christopher Cockerell phát hiện và trình bày bằng một hộp thiếc đựng thức ăn của mèo kết hợp với chiếc máy hút bụi. Việc tạo ra một lớp đệm không khí phía bên dưới có thể làm cho vật thể nâng cao khỏi bề mặt, và do đó, nếu có lực đẩy/kéo theo phương ngang tác dụng vào, sẽ làm cho vật thể chuyển động với lực ma sát rất nhỏ (là ma sát với không khí, không trực tiếp với bề mặt), lúc này chuyển động của vật thể (hay phương tiện) gần như bay là là sát với bề mặt. Do nguyên lý hoạt động không chạm bề mặt, tàu đệm khí thường là các phương tiện có thể chuyển động trên nhiều bề mặt khác nhau (chủ yếu là bề mặt phẳng, không gồ ghề có độ dốc không lớn, ví dụ như mặt nước, mặt cát hay đất phẳng). Trong ứng dụng thực tế, tàu đệm khí được sử dụng nhiều nhất cho các tàu đổ bộ quân sự, có thể chạy trên mặt nước và cả trên mặt đất phẳng. Trong ứng dụng vận chuyển hành khách thương mại, nổi tiếng nhất trong các loại tàu đệm khí chính là các tàu/phà đệm khí vận chuyển hành khách nối liền miền Nam nước Anh và miền Bắc nước Pháp (qua eo biển Măng-sơ).
2. Thiết kế thực tế các tàu đệm khí nước: Các tàu đệm khí mặt nước thông thường sử dụng một lớp đệm bằng khí nén phía dưới đáy tàu, được tạo ra khi thổi khí nén bằng các máy bơm rất mạnh vào phầ đáy được bao quanh bởi một lớp vành để ngăn khí nén thoát ra ngoài. Khi tàu được nâng lên, người ta sẽ sử dụng các động cơ đẩy cánh quạt để đẩy tàu di chuyển.

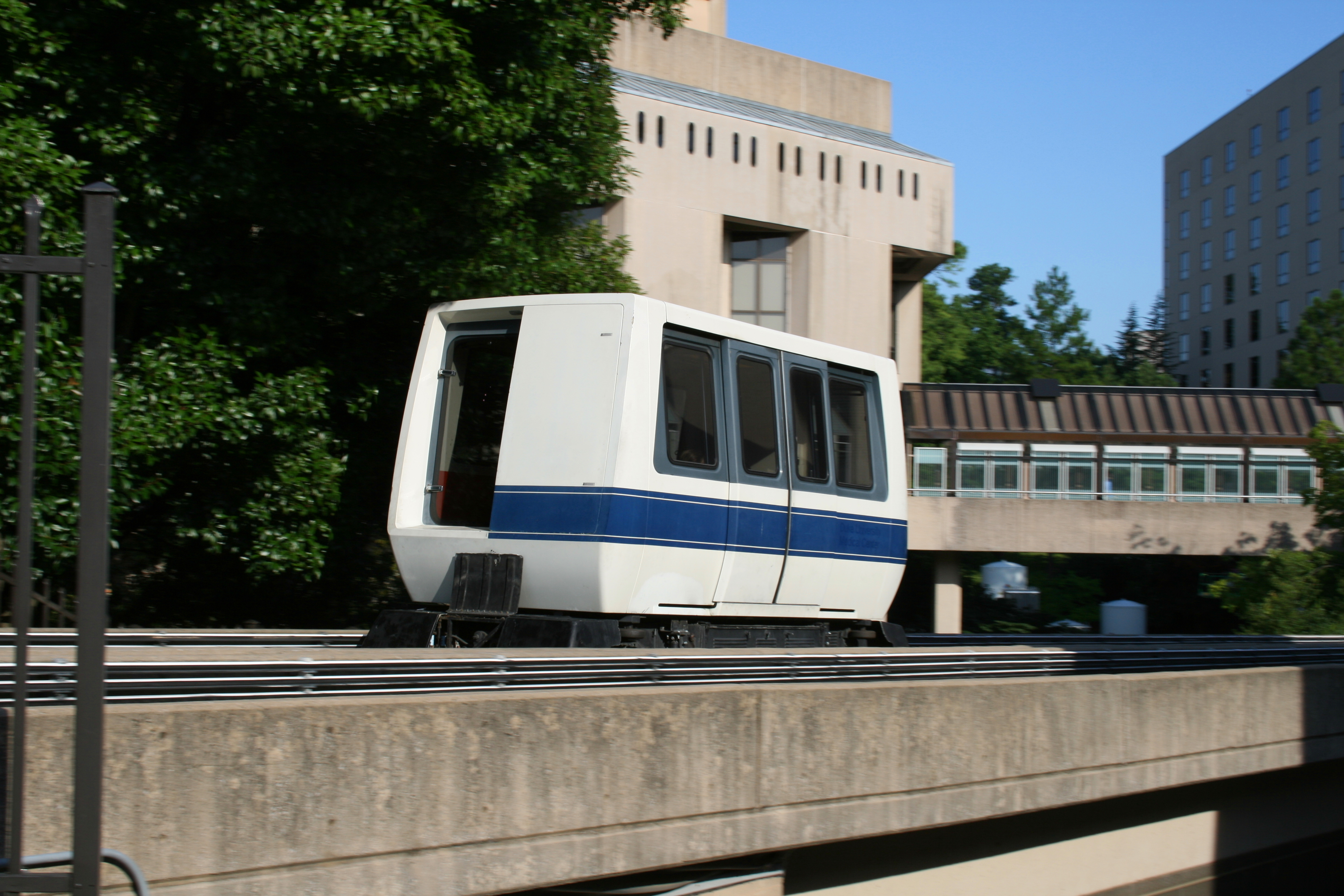
Duke Hospital PRT